# ディアナ・アグアビル
ディアナ・アレハンドラ・アグアビル・カラサコン（Diana Alexandra Aguavil Calazacón、1983年8月7日、オトンゴ・マパリ出身）は、エクアドルの先住民指導者であり、ツァチラ民族の初代女性知事であり、彼女は男性が104年間続いた地位を継いでいる。
2019年4月、アグアビルがツァチラ族の初代女性知事であることから、エクアドル国民議会から社会的功労者として受勲し、また、彼女の仕事と献身的な姿勢が称えられ、集団の利益に応じた奉仕と貢献が高く評価される議会決議を受けた。この活動は、ツァチラ族のアイデンティティ価値を高める伝統的なカサマ祭りの枠組みで行われた。